# Aura Hertwig

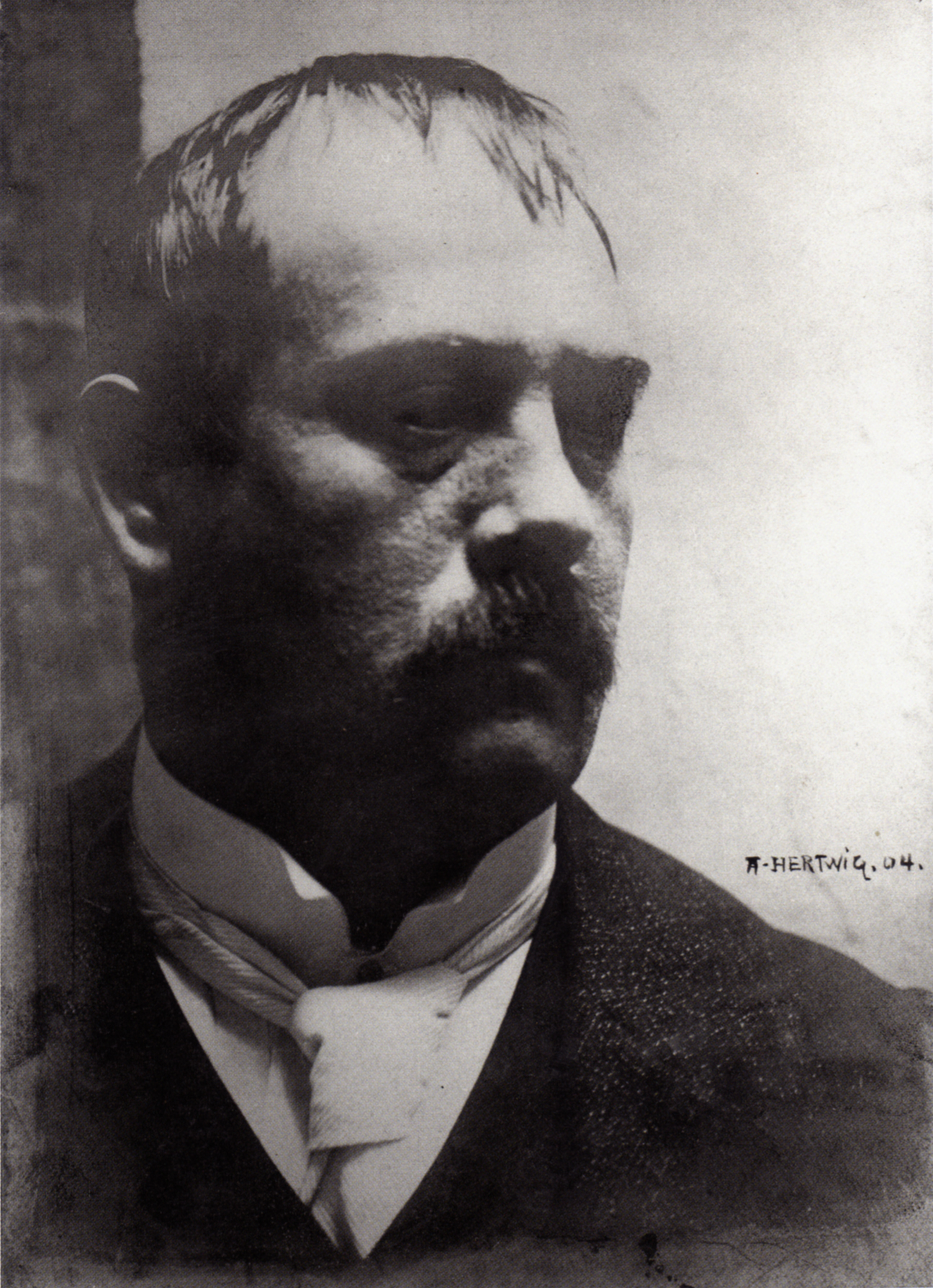
Fotoarbeit von Aura Hertwig: Lovis Corinth in Berlin 1904

Aura Hertwig (geboren 6. Juni 1861 in Posen als Aurelie Antoinette Paschke; gestorben 28. September 1944 in Lossow) war eine deutsche Fotografin und Lyrikerin. Nach ihrer Ehe nannte sie sich auch Aura Hertwig-Brendel.

## Leben

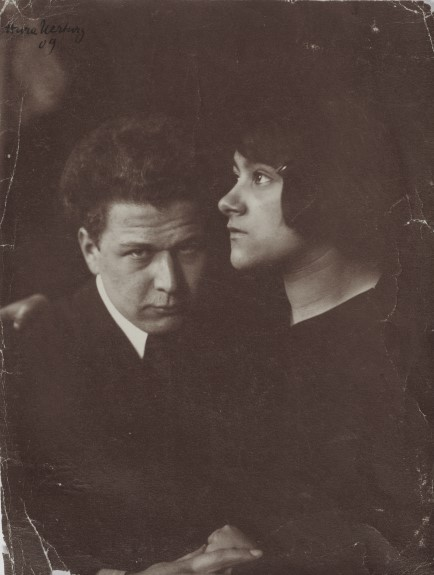
Kurt Kroner und Ella Kroner (1909)

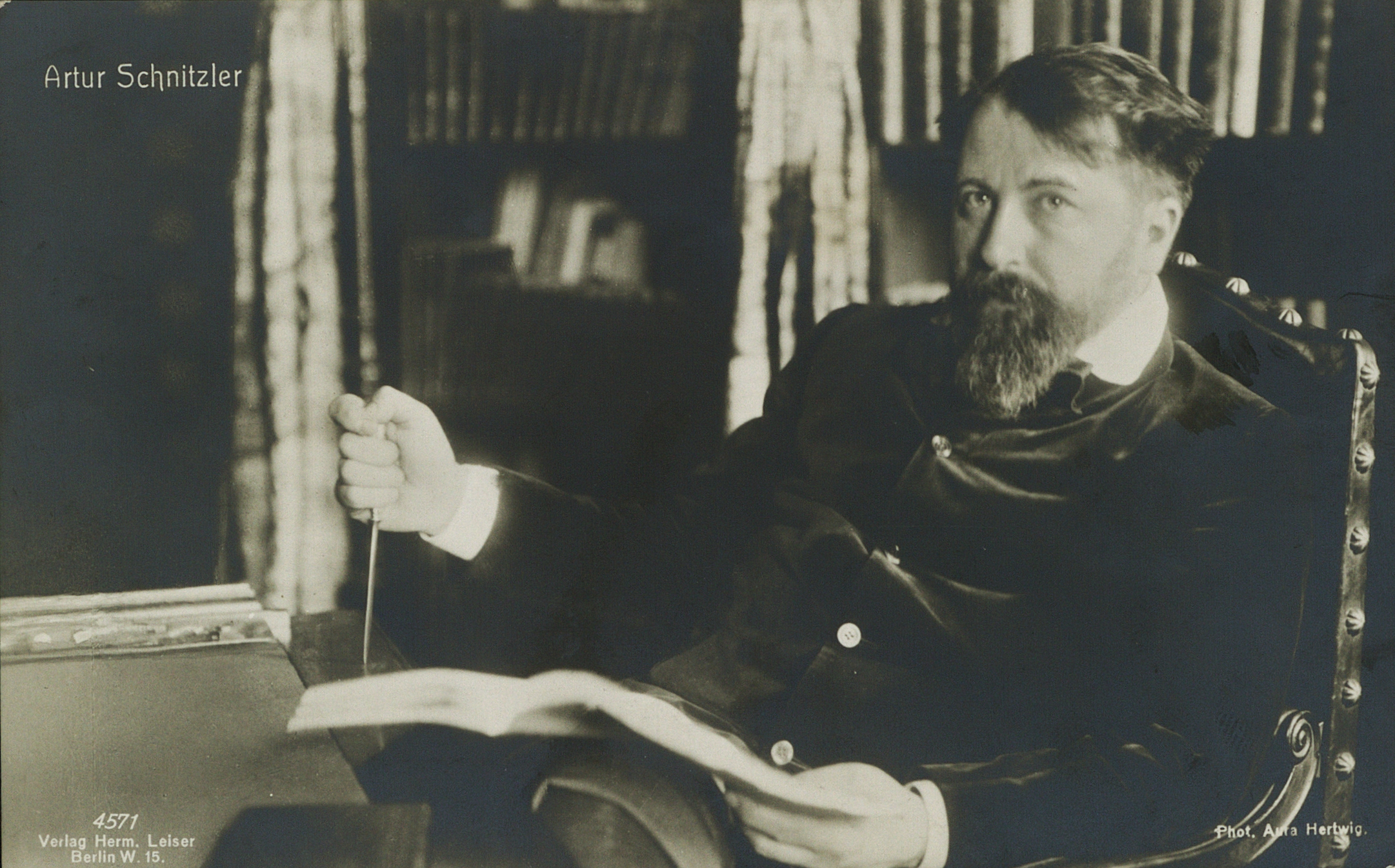
Fotografie von Arthur Schnitzler (1906)

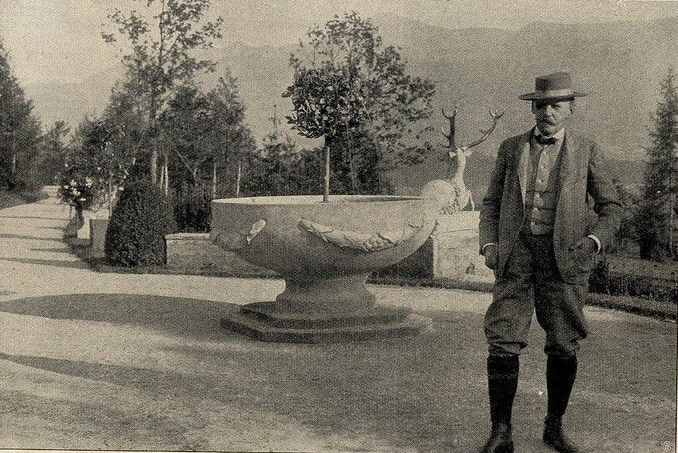
Emanuel von Seidl, 1906

Um 1900 begann sie in Berlin als Kunstfotografin zu arbeiten, wo sie Gerhart Hauptmann und Lovis Corinth ablichtete; auch in Wien fotografierte sie in Literatenzirkeln, darunter Hugo von Hofmannsthal, Arthur Schnitzler und Hermann Bahr. Sie war Mitglied bei mehreren photographischen Vereinen, darunter der Freien photographischen Vereinigung Berlin, der Dresdner Gesellschaft zur Förderung der Amateurphotographie sowie ab 1903  auswärtiges Mitglied der Freien Vereinigung von Amateurphotographen Hamburg. Sie heiratete am 29. Oktober 1910 in Charlottenburg den Maler Karl Alexander Brendel. Zumindest im Zeitraum 1905 bis 1912 betrieb sie ein Atelier in der Hardenbergstraße 24. In Folge lebte sie mit ihrem Ehemann in Buschmühle bei Frankfurt (Oder). Zusammen mit ihm (Steinzeichnungen) veröffentlichte sie unter dem Namen  Aura Brendel 1931 einen Gedichtband mit eigenen Gedichten.  Nach ihrem Sterbeeintrag des Standesamtes Lossow verstarb sie im Alter von 83 Jahren am 28. September 1944 in ihrer Wohnung in Lossow, Kreis Lebus,  heute Ortsteil von Frankfurt (Oder). Als Todesursache wird Herzschwäche angegeben.

## Ausstellung
- 1900 Einzelausstellung der „Freie Photographische Vereinigung zu Berlin“[4]

## Galerie

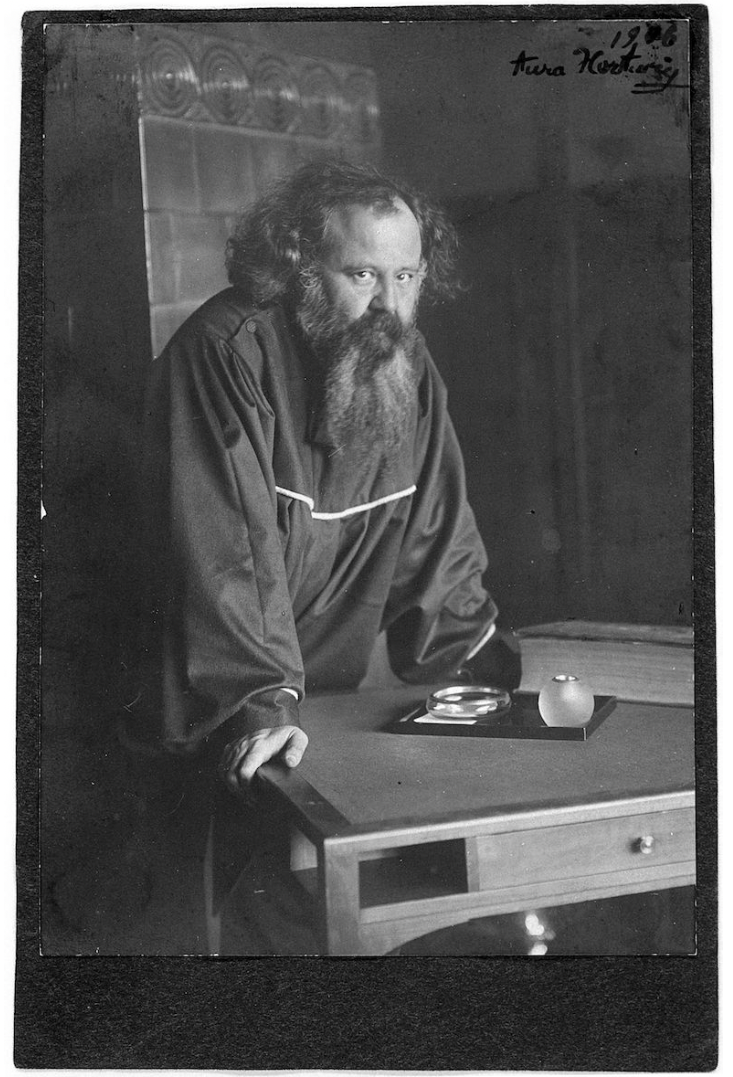
Hermann Bahr, 1908
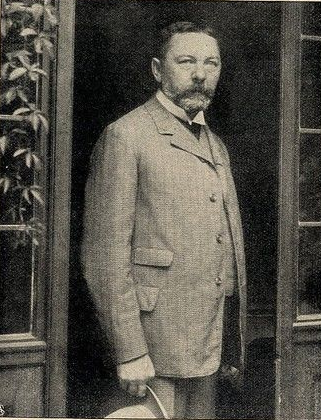
Hans Grässel, 1906
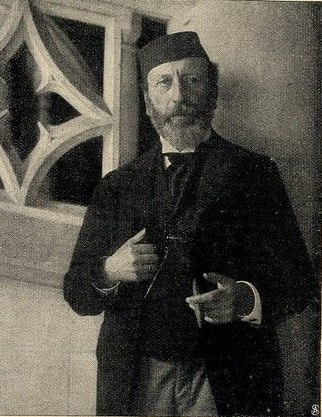
Georg von Hauberrisser, 1906
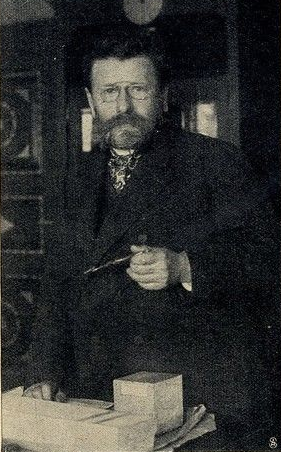
Carl Hocheder, 1906
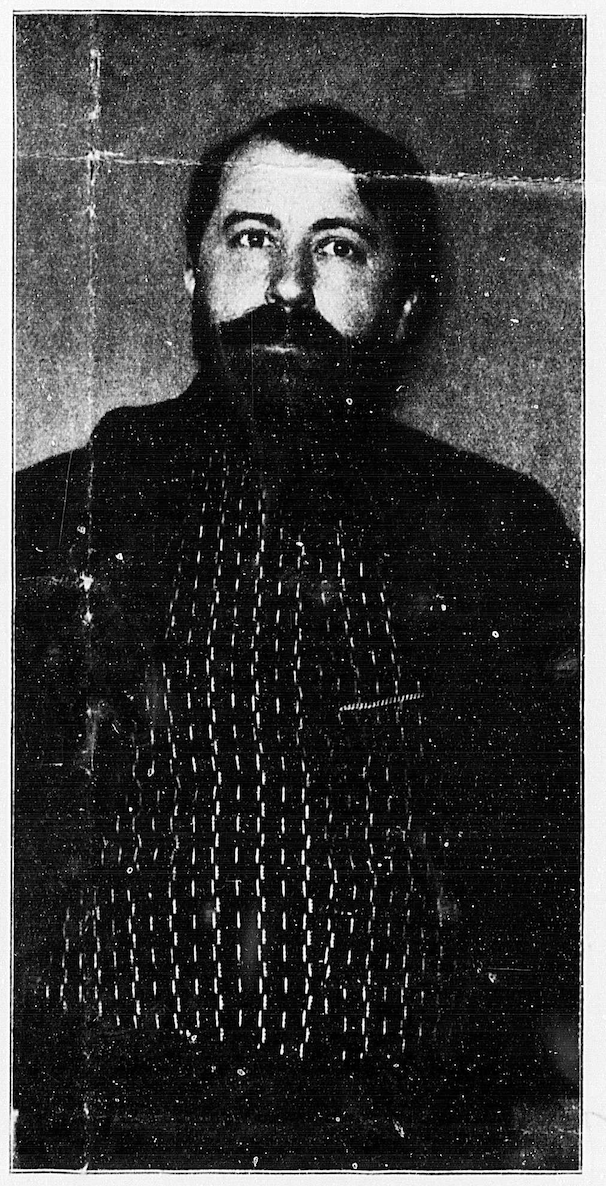
Arthur Schnitzler
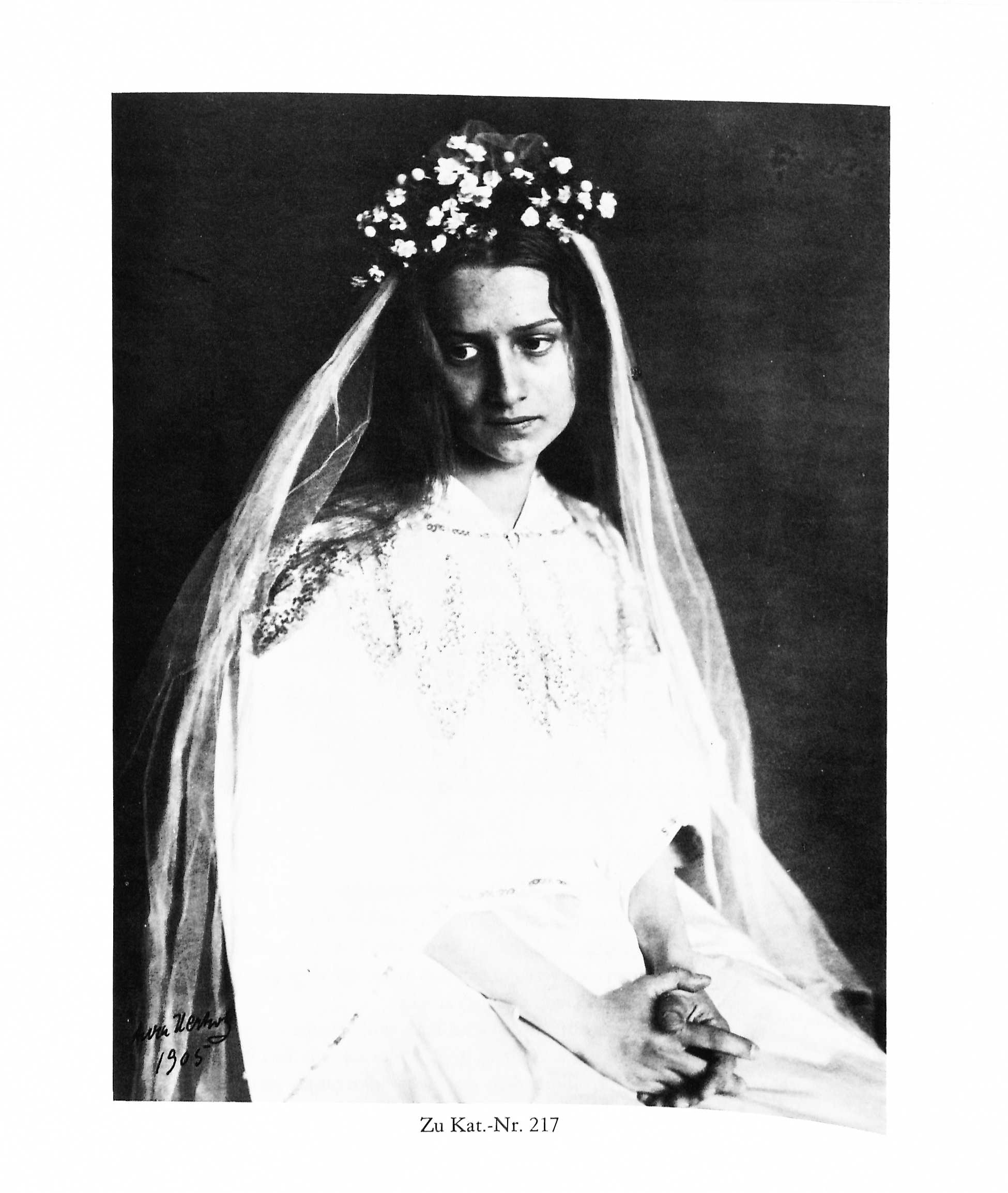
Ida Orloff in Hanneles Himmelfahrt
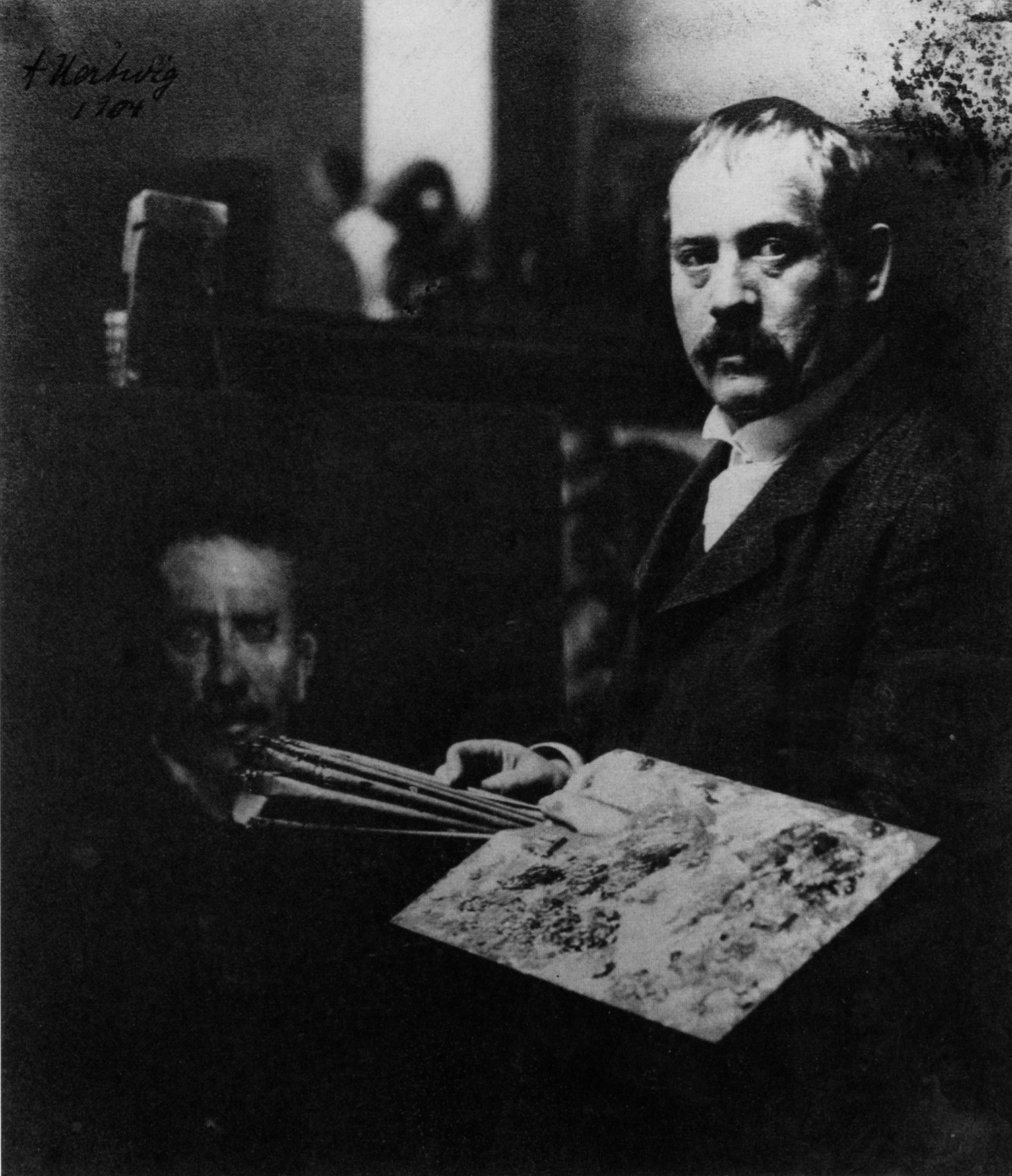
Lovis Corinth im Berliner Atelier, 1904
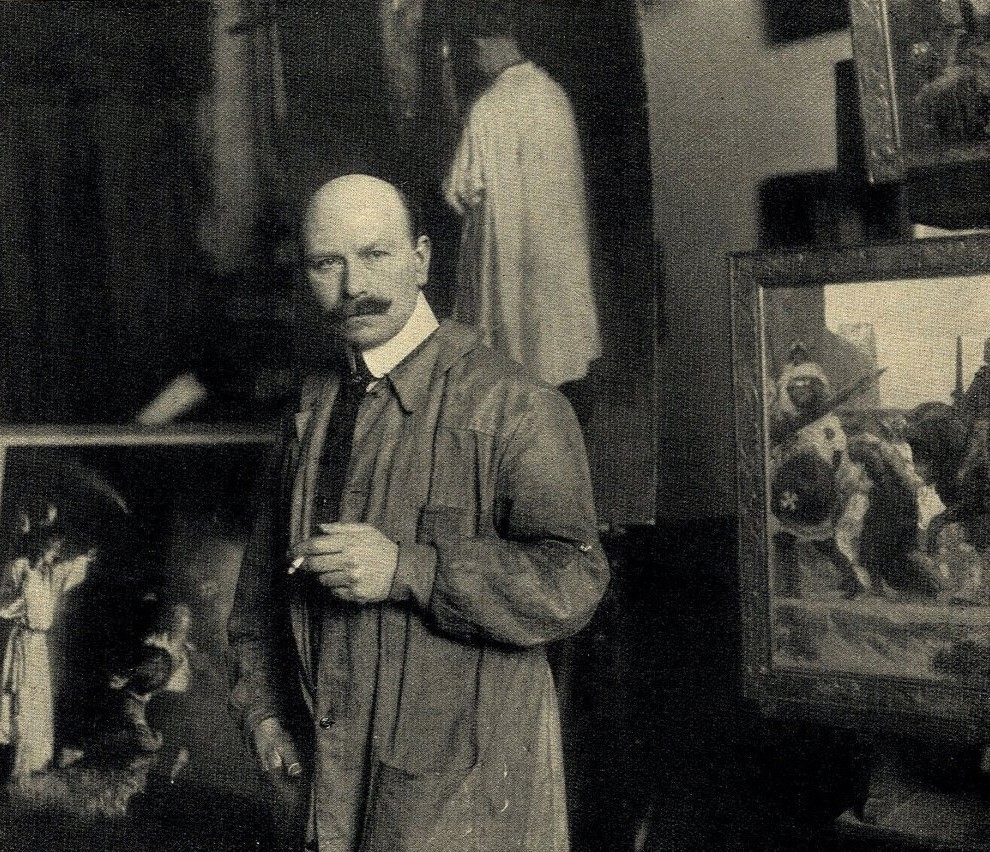
Arthur Kampf in seinem Atelier, 1902
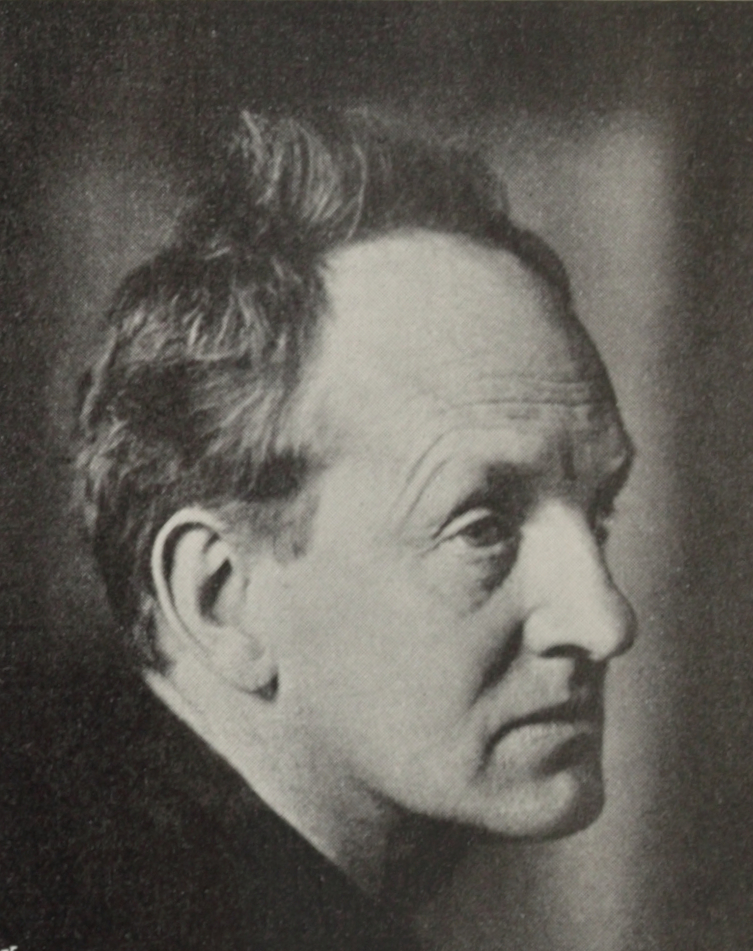
Gerhart Hauptmann
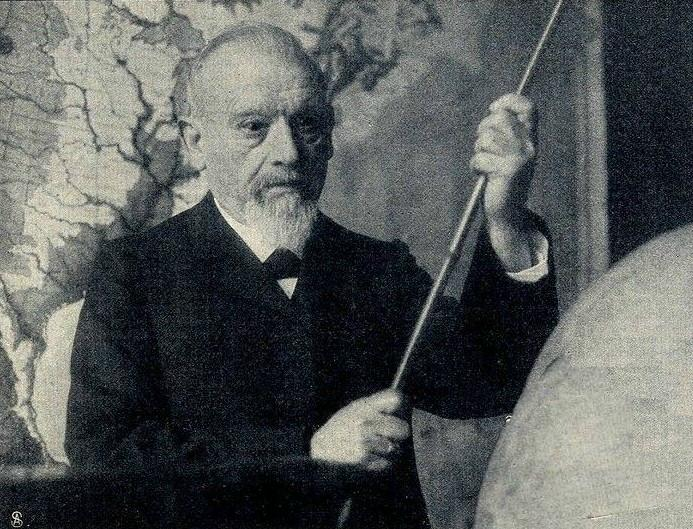
Johannes Justus Rein, 1906

## Belege
1. ↑  Schnitzler erwähnt in seinem Tagebuch am 9. März 1903, 16. Februar 1904, 25. November 1905 und 9. März 1906 sich von ihr fotografieren gelassen zu haben, siehe: Arthur Schnitzler: Tagebuch online
2. ↑  Urkunde Nr. 13/1944 vom 28. September 1944
3. ↑  Lebens- und Sterbedaten durch freundliche Auskunft des Stadtarchivs Frankfurt (Oder), 9. Juni 2016
4. ↑  Ausstellung künstlerischen Photographien von Frau A. Hertwig, Charlottenburg. In: Photographisches Centralblatt. Heft 10, 1900, S. 209–210